# Накао, Рюсэй
Рюсэй Накао (яп. 中尾 隆聖 Накао Рю:сэй) (родился 5 февраля 1951 года) — японский актёр, певец и сэйю, сотрудничающий с 81 Produce.

## Биография
Родился в Токио 5 февраля 1951 года, настоящее имя при рождении Томохару Такэо (яп. 竹尾 智晴 Такэо Томохару). 
С раннего возраста по семейным обстоятельствам воспитывался бабушкой и дедушкой. В возрасте трёх лет присоединился к детской театральной труппе «Himawari Theater Group».  Дебютировал в радиопостановке «Fuku-chan» в возрасте 5 лет. С 1957 года входит в Токийский актерский кооператив. 
Был пионером в области озвучивания. Его дебютная работа как сэйю состоялась в аниме Space Patrol Hopper (1965).
Параллельно с карьерой озвучивания появлялся во многих телесериалах до середины 1970-х годов, пока не стал членом 81 Produce. 
Помимо работы сэйю также выступает в театре, кроме того руководит постановками спектаклей и занимается другой сценической деятельностью, сосредоточенной на мюзиклах. Выступает в радиопередачах.
Женат, имеет сына и дочь. По совету жены он изменил свое имя на «Такаки Накао». Среди друзей его называют «Томо-тян».
В 2017 году на церемонии Seiyu Awards получил Награду имени Кэя Томиямы.

## Голос
Благодаря своему уникальному голосу часто озвучивает персонажей-антигероев, обладающих эксцентричными, отчуждёнными, извращёнными, жестокими, садистскими и нечеловеческими характерами, с искажёнными слегка пронзительными голосами. Наиболее известен по ролям в аниме Anpanman (Байкинман), Armitage III (Рене Д'Анклод), Dragon Ball Z (Фриза), Ghost Stories (Кая), «Блич» (Маюри Куроцути) и One Piece (Цезарь Клаун).

## Работы
- King of Bandit Jing (Кир)
- Weiss Kreuz (Фарфарелло)
- Блич (Куроцути Маюри)
- Dragon Ball Z (Фриза)
- Классические истории (Дионис)
- Сион и король (Осаму Камидзоно)
- Вперёд, Анпанман! (Байкинман)
- Стеклянная маска (Мицугу Химэкава)
- Повелитель призраков (Бьон)
- Реквием из Тьмы (Матайти)
- Школа детективов Къю (Ёсио Накадзима)
- Rockman.EXE (Снейкмен)
- Rockman.EXE Beast (Зоано Снейкмен)
- Ghost Stories (аманодзяку / Кая)
- Убежище ангела (Серафита)
- Alexander Senki (Динократос)
- Rurouni Kenshin (Иидзука)
- Леди-Дьявол (Джейсон Бейтс)
- Армитаж III (Рене Д'Анклод)
- Пластиковая малышка (Роджер)
- Nozomi Witches (Морино)
- Счастливое семейство Муми-троллей (Снифф)
- Герои пяти планет (Декорс)
- Плачущий убийца (Так Юэнь Ко)
- Топо Джиджио (Топо Джиджио)
- Искатели приключений в космосе (Бинта)
- High School! Kimen-gumi (Нодзио Асита)
- Касание (Исаму Нисимура)
- Igano Kabamaru (Кабамару)
- Hyakujuu Ou Golion (Такаси Сироганэ)
- Zero Tester Chikyuu wo Mamore! (Го Арайси)
- Rosario + Vampire (Тадаси Ванибути)
- One Piece: Strong World (Индиго)
- One Piece (Эрик, Цезарь Клаун)
- Montana Jones (Альфред Джонс)
- Mahou Shoujo Site (Администратор сайта №7(Нана))